# Полілінкер
Полілінкер, або MCS (від англ. multiple cloning site, тобто сайт поліклонування) це короткий фрагмент ДНК який містить багато (до ~20) сайтів рестрикції. Полілінкер є стандартним елементом плазмід що використовуються в молекулярному клонуванні. Сайти рестрикції в полілінкері як правило є унікальними, тобто інші ділянки плазміди їх не містять. Полілінкер використовується під час молекулярного клонування. Окрім цього конструкти що містять полілінкери широко використовуються в біотехнології та молекулярній генетиці, дозволяючи дослідникам робити точні вставки фрагментів ДНК в конструкт. 

## Полілінкер плазмід pUC18 та pUC19
Однією з найвживаніших в молекулярній біології векторів є плазміда pUC18. Її полілінкер складається з сайтів різних рестриктаз, включаючи EcoRI, BamHI та PstI. Спорідненою до неї є плазміда pUC19, єдиною відмінністю якої від pUC18 є те що послідовність сайтів рестрикції в полілінкері є інвертованою.